# Каудино (Анкона)
Каудино је насеље у Италији у округу Анкона, региону Марке.
Према процени из 2011. у насељу је живело 5 становника. Насеље се налази на надморској висини од 386 м.